# Isaac de La Peyrère
Isaac de La Peyrère (* 1596 in Bordeaux; † 30. Januar 1676 in Aubervilliers) war ein französischer Diplomat.
Seine Eltern waren wohlhabende Hugenotten mit marranischem Hintergrund. 1640 trat er in Paris in den Dienst des Prinzen von Condé. Er wurde Mitglied im philosophischen Kreis „Libertinage érudit“, zu dem auch Pierre Gassendi, François de La Mothe le Vayer, Claudius Salmasius und Gabriel Naudé gehörten. Er entwickelte eine Prä-Adamiten-Hypothese, nach der es zwei Schöpfungen gab, erst die der Heiden und dann die des Adam als Stammvater der Juden. Diese Hypothese wurde von Kardinal Richelieu aber vorverurteilt.
1643 veröffentlichte La Peyrère seine messianischen Vorstellungen in Du Rappel des Juifs. In den folgenden Jahren traf er im Rahmen seiner diplomatischen Tätigkeiten Königin Christina von Schweden und den dänischen Wissenschaftler Ole Worm. Es entstanden die Relation de l’Islande (1644) und die Relation du Groenland (1647). Die Frage nach der Herkunft der Indianer und neu entdeckte Chronologien sprachen für seine Prä-Adamiten-Hypothese. Christina überredete ihn zur Veröffentlichung in Holland. Die Praeadamitae und die Systema Theologicum erschienen 1655 in Amsterdam. Am 26. November 1655 wurden die Bücher verboten. Im Februar 1656 wurde La Peyrère in Brüssel inhaftiert und es wurde ihm geraten, zu widerrufen und zu konvertieren. Am 11. März 1657 schwor er in Rom vor dem Papst Alexander VII. ab. 1658 rechtfertigte er im Lettre de la Peyrère à Philotime seine Konversion zum Katholizismus.

## Werke
- Relation de l’Islande im Project Gutenberg
- Relation du groenland im Project Gutenberg
- Isaac de La Peyrère: Prae-Adamitae: sive exercitatio super versibus duodecimo : decimotertio et decimoquarto capitis quinti Epistolae D. Pauli ad Romanos : quibus inducuntur primi homines ante Adamum conditi. Louis & Daniel Elzevier, 1655, S. 1 (books.google.de).
- Universitätsbibliothek Kiel: Du Rappel des Juifs